# 娘TYPE

娘TYPE Vol.8

《娘TYPE》是角川書店動畫雜誌《月刊Newtype》的增刊及独立发行的月刊杂志，於2009年4月30日創刊，建議售價為780日元。2018年1月号（2017年11月30日發行）後休刊。

## 概要
编辑方针以美少女角色为中心，内容与2006年-2008年作为《Comptiq》增刊发行的基本属于同一类型。
魔法少女奈葉系列第4期計劃一部分的漫画魔法戰記奈葉Force目前在本杂志上进行连载。
创刊号于第2期（2009年7月30日发售）是季刊。第2期以后改为双月刊发行（发售日为隔月的30日）。同年12月7日宣布自2010年3月起月刊化。
自2011年5月号（总第18期）开始，作为独立的月刊杂志发行。
2016年6月号起，曾短暂改为（年号）xx年x月号，后于2017年1月号起恢复。11月号起，改为双月刊。
2017年11月20日官方宣布该雜誌将在2017年11月30日起休刊，2018年1月号将是最终号。

## 各期封面
| 連載號                | 封面人物                                                                        |
| --------------------- | ------------------------------------------------------------------------------- |
| Vol.1                 | 高町奈叶（魔法少女奈叶 The MOVIE 1st）                                          |
| Vol.2                 | 凉宫春日（凉宫春日的忧郁）                                                      |
| Vol.3                 | 樱野栗梦（碧阳学园学生会议事录）                                                |
| Vol.4                 | 伊卡洛斯（天降之物）                                                            |
| Vol.5                 | 高町奈叶&菲特·泰斯塔罗莎（魔法少女奈叶 The MOVIE 1st）                          |
| Vol.6                 | 平泽唯&秋山澪（K-ON！轻音部）                                                   |
| Vol.7                 | 住之江亚香&住之江理香（kiss×sis）                                               |
| Vol.8                 | 霧希（迷途猫）                                                                  |
| Vol.9                 | 秋山澪（K-ON！轻音部）                                                          |
| Vol.10                | 菲特·T·哈拉温（魔法戰記奈葉Force）                                              |
| Vol.11                | 高町奈叶（魔法戰記奈葉Force）                                                   |
| Vol.12                | 宫藤芳佳&坂本美绪（Strike Witches）                                             |
| Vol.13                | 御坂美琴（魔法禁书目录II）                                                      |
| Vol.14                | 高町奈叶&菲特·泰斯塔罗莎（魔法少女奈叶 The MOVIE 1st）                          |
| Vol.15                | 寧芙（天降之物f）                                                               |
| Vol.16                | 春奈（这样算是僵尸吗？）                                                        |
| Vol.17                | 鹿目圆&晓美焰（魔法少女小圆）                                                   |
| 2011年5月号           | 高町奈叶&菲特·泰斯塔罗莎（魔法少女奈叶StrikerS）                                |
| 2011年6月号           | 米露茜欧莱·F·比斯科帝&莱奥米雪莉·迦雷特·达·罗瓦（DOG DAYS）                     |
| 2011年7月号           | 牧濑红莉栖&椎名真由里（Steins;Gate）                                            |
| 2011年8月号           | 伊卡洛斯（天降之物剧场版）                                                      |
| 2011年9月号           | 米露茜欧莱·F·比斯科帝（DOG DAYS）                                               |
| 2011年10月号          | 菲特·泰斯塔羅沙&莉莉·修特羅傑克 (魔法戰記奈葉Force)                             |
| 2011年11月号          | 高町奈叶&艾希丝·伊古雷特（魔法戰記奈葉Force）                                   |
| 2011年12月号          | 柏崎星奈&三日月夜空（我的朋友很少）                                             |
| 2012年1月号           | 高町奈叶&菲特·泰斯塔罗莎（魔法少女奈叶 The MOVIE 2nd A's）                      |
| 2012年2月号           | 希格纳姆&维塔&夏玛尔&扎菲拉（魔法少女奈叶 The MOVIE 2nd A's）                   |
| 2012年3月号           | 平泽唯&中野梓（K-ON！轻音部 剧场版）                                            |
| 2012年4月号           | 鹿目圆&晓美焰（剧场版 魔法少女小圆）                                            |
| 2012年5月号           | 高町奈叶（魔法少女奈叶 The MOVIE 2nd A's）                                      |
| 2012年6月号           | 米露茜欧莱·F·比斯科帝（DOG DAYS'）                                              |
| 2012年7月号           | 黑雪公主（加速世界）                                                            |
| 2012年8月号           | 伊卡洛斯（天降之物剧场版）                                                      |
| 2012年9月号           | 高町奈叶&八神疾风（魔法少女奈叶 The MOVIE 2nd A's）                             |
| 2012年10月号          | 菲特·泰斯塔罗莎&莉莉·修特罗杰克（魔法戰記奈葉Force）                            |
| 2012年11月号          | 梦梦·贝莉雅·戴比路克&金色之暗（出包王女DARKNESS）                               |
| 2012年12月号          | 西住美穗&冷泉麻子（少女&坦克）                                                  |
| 2013年1月号           | 亚丝娜&莉法（刀剑神域）                                                         |
| 2013年2月号           | 小鸟游六花（中二病也要谈恋爱）                                                  |
| 2013年3月号           | 御坂美琴&茵蒂克丝（剧场版 魔法禁书目录 Endymion的奇迹）                         |
| 2013年4月号           | 日守东子&火神北斗（学生会的一存 Lv.2）                                          |
| 2013年5月号           | 高町奈叶&菲特·泰斯塔罗莎&八神疾风（魔法少女奈叶 The MOVIE 2nd A's）             |
| 2013年6月号           | 牧濑红莉栖（命运石之门 负荷领域的既视感）                                       |
| 2013年7月号           | 御坂美琴（某科学的超电磁炮S）                                                   |
| 2013年8月号           | 高坂桐乃&五更琉璃（我的妹妹哪有这么可爱）                                       |
| 2013年9月号           | 伊莉雅丝菲尔·冯·艾因兹贝伦&美游·艾蒂菲尔特（Fate/kaleid liner 魔法少女☆伊莉雅） |
| 2013年10月号          | 鹿目圆&晓美焰（剧场版 魔法少女小圆 ［新篇］叛逆的物语）                         |
| 2013年11月号          | 夏洛特·迪努亚&萝拉·博德维希（IS〈Infinite Stratos〉2）                          |
| 2013年12月号          | 佐仓杏子&晓美焰（剧场版 魔法少女小圆 ［新篇］叛逆的物语）                       |
| 2014年1月号           | 高町奈叶&菲特·泰斯塔罗莎（魔法少女奈叶 The 1st）                                |
| 2014年2月号           | 大凤（舰队Collection -舰Colle-）                                                |
| 2014年3月号           | 加贺（舰队Collection -舰Colle-）                                                |
| 2014年4月号           | 天谷春恋（魔剑姬）                                                              |
| 2014年5月号           | 高町奈叶&菲特·泰斯塔罗莎&八神疾风（魔法少女奈叶 The 1st）                       |
| 2014年6月号           | 夜神刀十香（DATE A LIVE II）                                                    |
| 2014年7月号           | 天津风、岛风、雪风（舰队Collection -舰Colle-）                                  |
| 2014年8月号           | 宫藤芳佳、莉涅特·毕晓普（Strike Witches Operation Victory Arrow）               |
| 2014年9月号           | 小泉花阳（LoveLive!）                                                           |
| 2014年10月号          | 夏洛特·迪努亚&塞西莉亚·奥尔科特（IS〈Infinite Stratos〉2）                      |
| 2014年11月号          | 高町奈叶&菲特·泰斯塔罗莎（魔法少女奈叶 The MOVIE 3rd Reflection）               |
| 2014年12月号          | 松嶋满&榊由美子（灰色的果实）                                                   |
| 2015年1月号           | 艾拉·伊尔玛塔·尤蒂莱南&桑妮亚·V·利特维亚克（Strike Witches）                    |
| 2015年2月号           | 岛风（舰队Collection -舰Colle-）                                                |
| 2015年3月号           | 加贺（舰队Collection -舰Colle-）                                                |
| 2015年4月号           | 米露茜欧莱·F·比斯科帝（DOG DAYS）                                               |
| 2015年5月号           | 高町薇薇欧&艾茵哈特·斯崔特斯（魔法少女奈叶ViVid）                               |
| 2015年6月号           | 风见一姬&日下部麻子（灰色的乐园）                                               |
| 2015年7月号           | 夕张（舰队Collection -舰Colle-）                                                |
| 2015年8月号           | 伊莉雅丝菲尔·冯·艾因兹贝伦（Fate/kaleid liner 魔法少女☆伊莉雅 2wei Herz）       |
| 2015年9月号           | 赫斯缇雅（在地下城寻求邂逅是否搞错了什么）                                      |
| 2015年10月号          | 白崎伊莉丝&濑良美月（Classroom☆Crisis）                                         |
| 2015年11月号          | 友利奈绪（Charlotte）                                                           |
| 2015年12月号          | 香风智乃&天天座理世&桐间纱路（请问您今天要来点兔子吗？）                        |
| 2016年1月号           | 敷岛魅零&处女守（女武神驱动）                                                   |
| 2016年2月号           | 久远&猫音（传颂之物 虚伪的面具）                                                |
| 2016年3月号           | 杜嘉·露娜·马尔席&蕾莱·拉·列娜&萝莉·麦丘利（GATE 奇幻自卫队）                    |
| 2016年4月号           | 天津风、岛风（舰队Collection -舰Colle-）                                        |
| 2016年5月号           | 七转 福音&库拉莉翁（紅殼的潘朵拉）                                              |
| 平成28年6月号         | 雁淵ひかり&宫藤芳佳（强袭魔女 BRAVE WITCHES）                                   |
| 平成28年7月号         | 岬 明乃&威廉明娜·布伦瑞克·英格诺尔·弗里德堡（高校舰队）                         |
| 平成28年8月号         | 凉风青叶（NEW GAME!）                                                           |
| 平成28年9・10月合併号 | 篝（Rewrite）                                                                   |
| 平成28年11月号        | 凤翔、赤城（剧场版 舰队Collection -舰Colle-）                                   |
| 2017年1月号           | 雁淵ひかり、管野直枝（无畏魔女）                                                |
| 2017年3月号           | 吹雪（剧场版 舰队Collection -舰Colle-）                                         |
| 2017年5月号           | 阿克娅×希丝缇娜·席贝尔（为美好的世界献上祝福！×不正经的魔术讲师与禁忌教典）     |
| 2017年7月号           | 雁淵ひかり、艾拉·伊尔玛塔·尤蒂莱南（无畏魔女）                                  |
| 2017年9月号           | 高町奈叶&菲特·泰斯塔罗莎&八神疾风（魔法少女奈叶Reflection）                     |
| 2017年11月号          | 吹雪、赤城（舰队Collection -舰Colle-）                                          |
| 2018年1月号           | 香风智乃&保登心爱（请问您今天要来点兔子吗？？ 〜Dear My Sister〜）              |

## 連載作品
- 魔法戰記奈葉Force（原作：都築真紀，作画：绯贺由香理）
- ORIGINAL CHRONICLE 魔法少女奈葉 1st（原作：都築真紀，作画：绯贺由香理）
- 強襲魔女零 1937 扶桑海事變（にんげん）
- 迷茫女僕！（作画：栄智ゆう）
  - 註：是輕小說《迷茫管家與膽怯的我》漫畫版外傳。

## 關聯條目
- Megami MAGAZINE

## 外部連結
- 娘TYPE［ニャンタイプ］.com（官方网站）（日語）